# Pantoan Maju
Pantoan Maju is een bestuurslaag in het regentschap Simalungun van de provincie Noord-Sumatra, Indonesië. Pantoan Maju telt 2019 inwoners (volkstelling 2010).